# 九龙壁

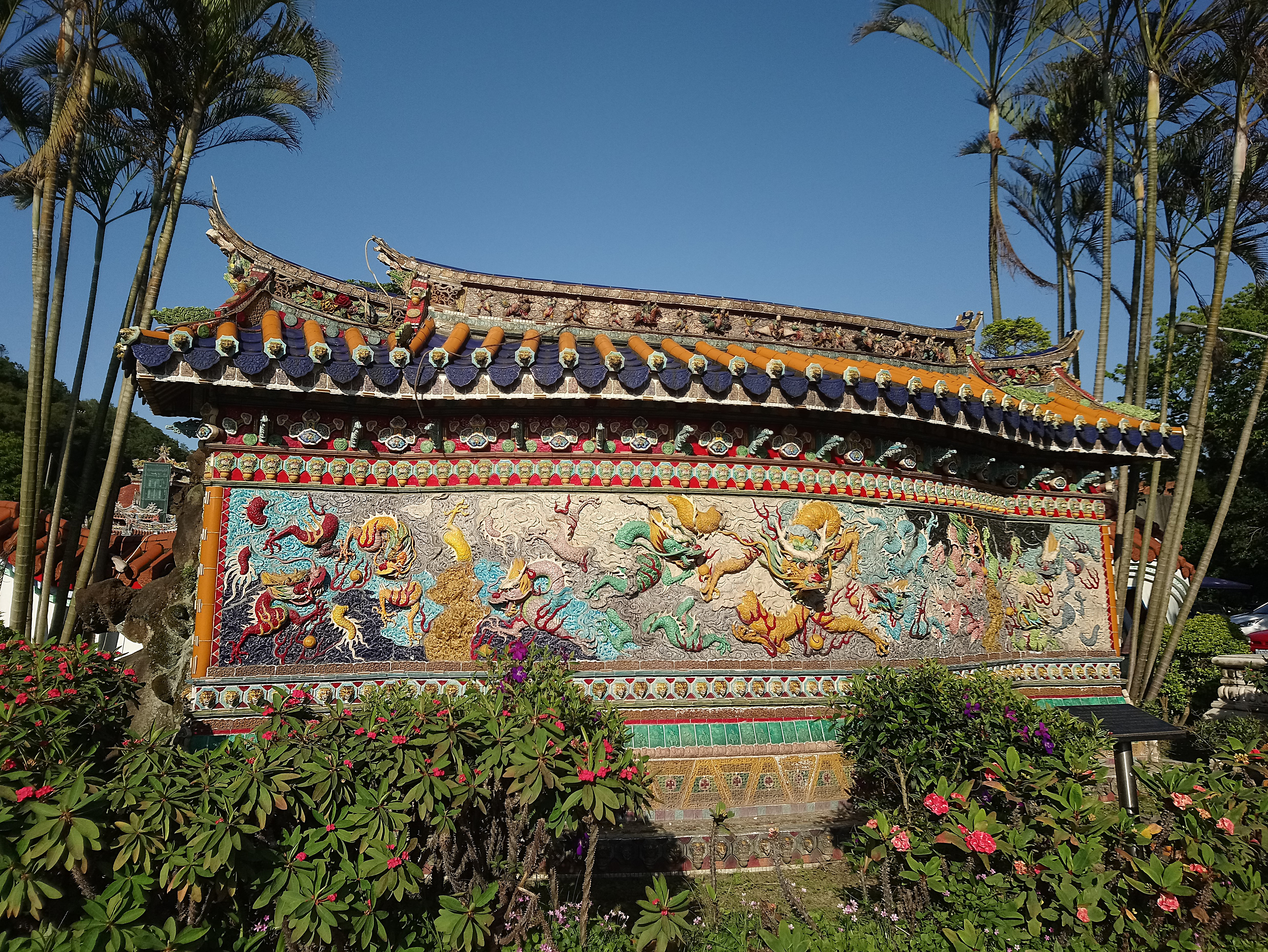
壽山巖觀音寺寶石陶九龍壁

九龙壁是一种装饰有九条大龙的琉璃影壁，多为明、清皇家所用。中国现存的古代琉璃九龙壁有四处：
- 大同九龙壁，位于大同市城区，是最大、历史最悠久的一个[1]。原为明太祖朱元璋第十三子朱桂的代王府前照壁[2]。
- 平遥九龙壁，位于平遥古城的平遥文庙内，建于明朝初期，原为太子寺照壁。文化大革命中被破坏，后修复。此外还有罕见的黄椽木九龙壁，位于山西平遥古城乔家大院内。
- 北海九龙壁，位于北京市北海公园内，建于清乾隆二十一年（1756年）。双面皆雕有9条龙，原为大西天经厂门前的影壁。
- 故宫九龙壁，位于紫禁城宁寿宫的皇极门前的影壁，建于乾隆三十八年（1773年）[3]。

中国大陆境外的九龙壁，有位于新北市三芝真龍殿的雙面浮雕九龍壁，多伦多密西沙加市中国城九龙壁，芝加哥唐人街九龙壁（2004年）。